# Bombadil Toma kalandjai
Bombadil Toma kalandjai John Ronald Reuel Tolkien által írt, 1962-ben publikált versgyűjtemény. A könyv 16 verset tartalmaz, melyek közül kettő Bombadil Toma által tapasztaltakat verseli el Zsákos Frodóról. A többi költemény bestiáriumi versek választéka és rímelő mesék. Három vers megjelenik A Gyűrűk Urában. A könyv része Tolkien legendáriumának.

## Magyarul
- Bombadil Toma kalandjai; ford. Tótfalusi István, Uhrman Iván; Szukits, Szeged, 2002

## Fordítás
- Ez a szócikk részben vagy egészben  a   The Adventures of Tom Bombadil című angol Wikipédia-szócikk ezen változatának fordításán alapul.  Az eredeti cikk szerkesztőit annak laptörténete sorolja fel. Ez a jelzés csupán a megfogalmazás eredetét és a szerzői jogokat jelzi, nem szolgál a cikkben szereplő információk forrásmegjelöléseként.